# La corte de Carlos IV
La corte de Carlos IV es la segunda novela de la primera serie de los Episodios nacionales de Benito Pérez Galdós, publicada en 1873. Escrito entre los meses de abril y mayo de ese año, y utilizando de nuevo al jovencísimo Gabriel de Araceli como narrador en primera persona; este episodio desgrana y analiza los sucesos conocidos como el "Proceso de El Escorial", una traición urdida por el príncipe Fernando y sus partidarios, en contra de su padre, el rey Carlos IV. La trama relata cómo es descubierta y desmantelada la conjura y los posteriores juicios a sus participantes, reflejando con minuciosidad la situación de la corte española a principios del siglo xix.  Algunos críticos y estudiosos la consideran una de las novelas más “goyescas” escritas por el autor. En la novela se describe el estreno de El sí de las niñas, obra cumbre de Leandro Fernández de Moratín, siendo el autor y actor Isidoro Máiquez un personaje destacado de la misma.
La línea argumental presenta a un mozo, Gabriel de Araceli, que, tras participar en la batalla de Trafalgar, se ha instalado en Madrid como aprendiz en una imprenta y como criado de la actriz Pepita González. Esta situación le llevará a conocer a Inés –una costurera de 14 años que vive con su madre, viuda–, la protagonista ‘pasiva’ de los pasajes folletinescos de la primera serie de los Episodios. Gracias a su trabajo para Pepita González, Gabriel entra al servicio de la Condesa Amaranta, y entra en contacto con el ambiente rico en intrigas y conspiraciones de la corte madrileña. En ella será testigo de la frustrada conspiración del príncipe Fernando contra su padre, el rey Carlos IV, que culmina y concluye con el Real Decreto del 5 de noviembre de 1807, tras haber reconocido el conspirador sus delitos. Un pasaje literario-histórico que Galdós reescribe así:

«Papá mío: he delinquido, he faltado a V. M. como Rey y como padre; pero me arrepiento y ofrezco a V. M. la obediencia más humilde. Nada debía hacer sin noticia de V. M., pero fui sorprendido. He delatado a los culpables, y pido a V. M. me perdone por haberle mentido la otra noche, permitiendo besar sus reales pies a su reconocido hijo -Fernando.»

La segunda era como sigue:
«Mamá mía: estoy arrepentido del grandísimo delito que he cometido contra mis padres y Reyes, y así con la mayor humildad le pido a V. M. se digne interceder con papá, que me permita ir a besar sus reales pies a su reconocido hijo -Fernando.»

En estas cartas aparecía el pobre Príncipe como el más despreciable de los seres, pues demostrando no tener ni asomo de dignidad en la desgracia, confesaba que había mentido, y después de delatar a los culpables, pedía perdón a sus papás, como un niño de seis años que ha roto una escudilla. Pero entonces los honrados y crédulos burgueses de Madrid no comprendían que ocurriera nada malo sin que fuera causado por el atrevido Príncipe de la Paz, y hasta las malas cosechas, los pedriscos, los naufragios, la fiebre amarilla y cuantas calamidades podía enviar el cielo sobre la Península, se atribuían al favorito. Así es que nadie veía en las citadas cartas una manifestación espontánea del Príncipe, sino antes bien una denigrante confesión arrancada por sus carceleros, para ponerle en ridículo a los ojos del país entero. Si ésta fue la intención de la corte, produjo efecto muy contrario al que se proponían, pues conocido el decreto, el público se puso de parte del prisionero, y abrumó al valido con su ardiente maledicencia, suponiéndole autor, no sólo del decreto, sino de las cartas.

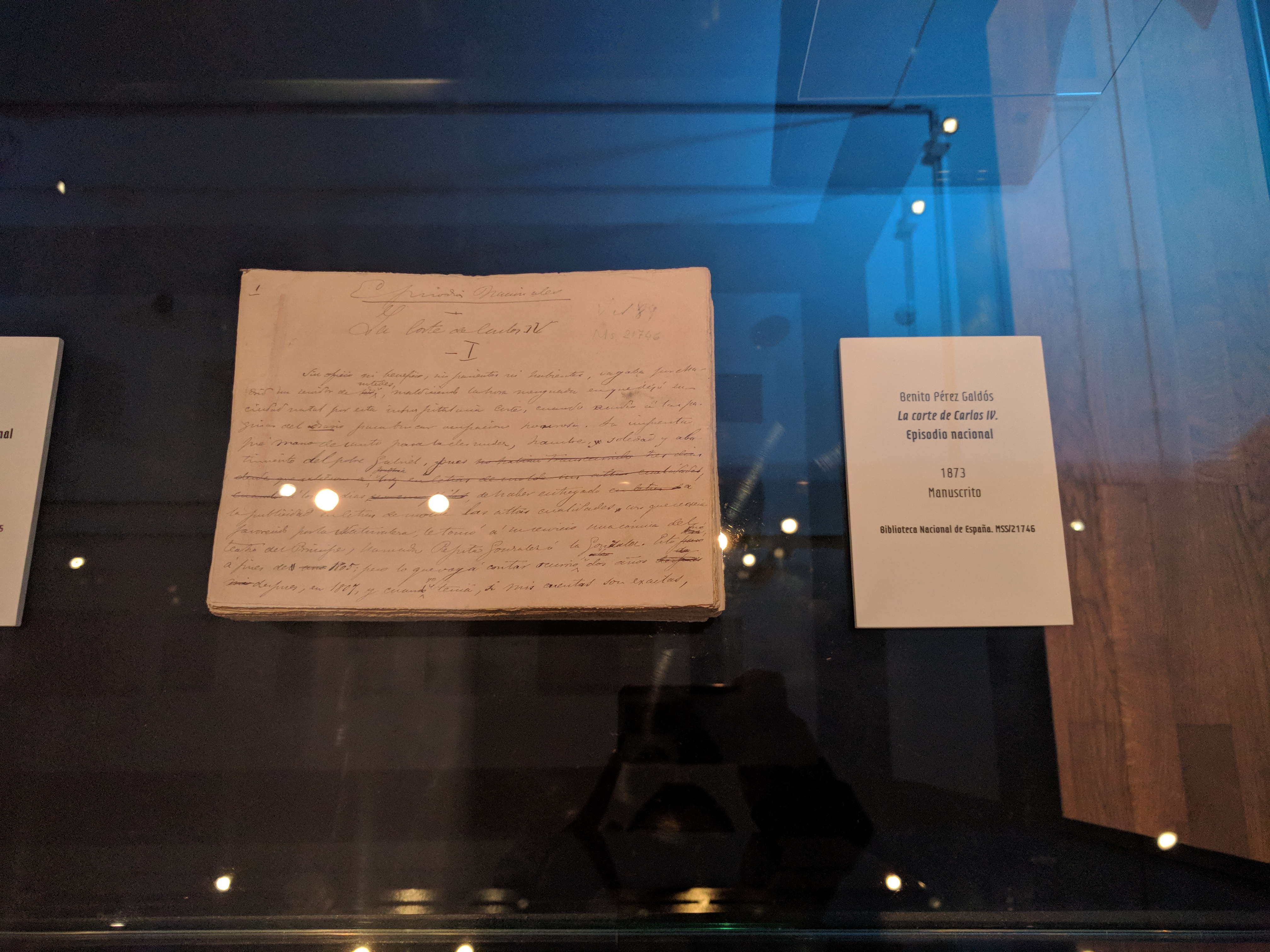
Manuscrito de 1873. Biblioteca Nacional de España.

 Galdós (1873)